# Politievakbond
Een politievakbond is een vakbond, die zich richt op het verbeteren van de arbeidsvoorwaarden binnen de sector politie. 

## Nederland
Er zijn in Nederland verschillende politievakbonden. De drie landelijke bonden overleggen direct met de minister van Veiligheid en Justitie en sluiten met deze bewindspersoon ook de cao voor de sector politie af. Deze landelijke bonden zijn de Politievakbond ACP, de Nederlandse Politiebond (NPB) en Equipe (tot 2020 Vereniging van Middelbare en Hogere Politieambtenaren/VMHP geheten). Daarnaast waren er vijf regionale politievakbonden, die geen directe overlegpartner van de minister waren en die met de komst van de Nationale politie in 2013 gefuseerd of opgeheven zijn.
De vierde landelijke Politievakbond ANPV, fuseerde in 2024 met de Nederlandse Politiebond.

## België
In België bestaan verschillende politievakbonden die afhangen van de klassieke politieke vakbonden. Twee politievakbonden, het NSPV (Nationaal Syndicaat Politie- & Veiligheidspersoneel) en SYPOL zijn niet politiek gebonden. Het NSPV en VSOA-Politie (Vrij Syndicaat voor het Openbaar Ambt Groep Politie, blauw-VLD) zijn samen ook de grootste binnen het politielandschap.
Naast deze twee grote zijn er ook nog ACV-Openbare Diensten (Algemeen Christelijk Vakverbond, groen-CD&V) en ACOD-politie (Algemene Centrale voor Openbare Diensten, rood-sp.a). Zij vertegenwoordigen niet zo veel operationelen. Bij het burgerpersoneel is hun aandeel naar verhouding groter. Zij zitten mee aan de onderhandelingstafel door hun grote aanwezigheid in de andere overheidsdiensten.